# Radu Troi
Radu Troi (* 12. Juni 1949 in Dragomirești, Kreis Giurgiu) ist ein ehemaliger rumänischer Fußballspieler. Er bestritt 179 Spiele in der höchsten rumänischen Fußballliga, der Divizia A.

## Karriere als Spieler

### Verein
Troi begann mit dem Fußballspielen bei UREMOAS Bukarest und wechselte im Jahr 1969 zum rumänischen Spitzenklub Dinamo Bukarest. Dort gehörte er zwar zum Kader der ersten Mannschaft in der Divizia A, kam aber nicht zum Einsatz. Im Laufe der Saison 1970/71 verließ er den Verein und wechselte in die Divizia B zu Metalul Bukarest. Dort entwickelte er sich zum Stammspieler. Es gelang dem Verein in dieser Zeit nicht, in die Divizia A aufzusteigen. Dennoch erreichte er sowohl in der Saison 1970/71 als auch ein Jahr später mit Metalul das Halbfinale im rumänischen Pokal.
Im Jahr 1972 unternahm Troi einen neuen Versuch, in der ersten Liga Fuß zu fassen, und schloss sich dem amtierenden Meister FC Argeș Pitești an. Dort gelang ihm der Durchbruch. Zwar fiel er als Stürmer nicht durch hohe Torquoten auf, war aber dennoch fester Bestandteil der Mannschaft und wurde zum Nationalspieler. In seiner ersten Saison spielte er mit Argeș im Europapokal der Landesmeister und erreichte die zweite Runde, wo er mit seinem Team den spanischen Meister Real Madrid nach einem Sieg im Hinspiel an einer Niederlage brachte, aber dennoch ausschied. In der Liga belegte sein Verein den dritten Platz und qualifizierte sich für den UEFA-Pokal, überstand dort aber nicht die erste Runde.
Nachdem der FC Argeș in den folgenden Jahren ins Mittelfeld der Divizia A abgerutscht war, wechselte Troi im Jahr 1975 zum Ligakonkurrenten Steaua Bukarest. Mit dem Rekordmeister gewann er im Jahr 1976 mit dem Double aus Meisterschaft und Pokal seine ersten Titel. Im Gegensatz zu seinen früheren Stationen musste er sich bei Steaua gegen starke Konkurrenz durchsetzen und musste regelmäßig um seinem Stammplatz kämpfen. Nach der Vizemeisterschaft 1977 hinter Dinamo Bukarest folgte am Ende der Saison 1977/78 seine zweite Meisterschaft.
Im Jahr 1979 beendete Troi seine Karriere.

### Nationalmannschaft
Troi bestritt 16 Spiele für die rumänische Fußballnationalmannschaft und erzielte dabei drei Tore. Sein Debüt hatte er am 18. April 1973 im Freundschaftsspiel gegen die Sowjetunion. Unter Nationaltrainer Valentin Stănescu gehörte er zum erweiterten Kader, kam aber nur unregelmäßig zum Einsatz. Stănescus Nachfolger Ștefan Kovács baute zu Beginn des Jahres 1976 zunächst nicht auf ihn, holte ihn im Herbst desselben Jahres aber wieder zurück. Troi kam dabei zumeist in Freundschaftsspielen zum Einsatz und spielte zum letzten Mal am 21. September 1977 beim 6:1-Sieg gegen Griechenland für sein Land.

## Karriere als Trainer
Nach dem Ende seiner aktiven Laufbahn war Troi als Jugendtrainer seines früheren Vereins Steaua Bukarest tätig. Von 1986 bis 1988 war er unter Anghel Iordănescu Assistenztrainer der ersten Mannschaft.

## Erfolge

### Als Spieler
- Rumänischer Meister: 1976, 1978
- Rumänischer Pokalsieger: 1976, 1979